# Municipio de San Gaspar Ixchil
Municipio de San Gaspar Ixchil är en kommun i Guatemala.   Den ligger i departementet Departamento de Huehuetenango, i den västra delen av landet, 150 km nordväst om huvudstaden Guatemala City.
Följande samhällen finns i Municipio de San Gaspar Ixchil:
- San Gaspar Ixchil